# Операція «Флакс»
Операція «Флакс» (англ. Operation Flax) — операція з повітряної блокади західними союзниками німецько-італійських військ на півночі Африки. Операція проводилася з 5 до 27 квітня 1943 року переважно в небі над акваторією Туніської протоки під час війни на Середземномор'ї. Пізніше союзники провели операцію «Ретрібьюшн» з метою зриву морського сполучення між оточеним угрупованням групи армій «Африка» генерал-полковника Г.-Ю. фон Арніма на африканському континенті та Італією.
Розгромивши німецько-італійських військ у ході кампанії на півночі Африки, до квітня 1943 року союзники притиснули вцілілі формування противника на північному узбережжі французької колонії в Тунісі. Незважаючи на значні втрати та панування в повітрі військової авіації союзників, країни Осі продовжували доставляти поповнення, припаси та майно літаками Люфтваффе до обложених військ. До початку квітня 1943 року чимала кількість німецьких й італійських солдатів була вивезена повітрям до Європейського континенту.
5 квітня 1943 року командування Королівських ПС Великої Британії та авіації армії США віддало наказ на проведення операції «Флакс» для того щоб запобігти евакуації противника та постачанню свіжих сил до Африки. Протягом декількох тижнів у небі над Тунісом та морем відбулося чимало повітряних боїв вдень та вночі, коли німецькі транспортні літаки й винищувачі, що їх супроводжували, перехоплювалися та знищувалися авіацією союзників. Так, 18 числа німецький транспортний флот Ju 52 зазнав колосальних втрат при спробі вилетіти з Тунісу з військами на борту, коли англо-американська армія розпочала операцію «Вулкан». Бої в повітрі тривали до 27 квітня й активними діями льотчики союзників спричинили значні збитки авіації противника, більш того, в результаті цих боїв транспортна авіація Люфтваффе зазнала таких втрат, що більше ніколи не змогла відновити свою боєздатність до кінця війни.

## Передумови
Майже з першого дня початку наступу Італії в Єгипті та кампанії країн Осі в Північній Африці в цілому, одним з вирішальних факторів, що диктував свої вимоги на театрі воєнних дій, була практично повна відсутність налагодженої та стабільної системи матеріально-технічної підтримки своїх сил на полі бою. Протягом 1941—1942 рр. німецько-італійське угруповання генерал-фельдмаршала Е. Роммеля так і не змогло здійснити вирішальний прорив крізь оборону британської 8-ї армії. А поразка його армії в другій битві під Ель-Аламейном і висадка союзників у Західній Північній Африці, перетворила його і так непросте положення на континенті в украй невигідну позицію для його військ; війська Е. Роммеля опинилися в тисках між арміями союзників із Сходу та Заходу.
Основний потік резервів, продовольства, палива та військового майна для армії Е. Роммеля прибував повітрям або морем до колонії Віші в Тунісі. Однак, з 1943 року ситуація для них різко погіршилася, вони зазнавали все більше втрат при доставці найнеобхіднішого, а нестримне просування союзників з Алжиру та Лівії ставило систему логістики в усе жахливіше становище. Разом з цим, країни Осі все ще утримували перевагу в повітрі, їхня авіація нараховувала близько 690 літаків проти 480 союзних.
Однак, попри перевазі в кількості, німецько-італійське угруповання потерпало від хронічного браку озброєння та майна. У результаті успішно проведеної союзниками наступальної операції до квітня 1943 року війська країн Осі були затиснуті на північному краю Тунісу поблизу столиці французької колонії. Незважаючи на катастрофічний стан своїх військ командування ОКВ продовжувало проводити ризиковані операції з доставки найнеобхіднішого до оточеної в Африці армії. Переважна більшість майна поставлялася повітрям.
Союзне командування, намагаючись якомога швидше знищити групу армій «Африка» генерал-полковника Г.-Ю. фон Арніма та маючи достеменні дані про плани перельотів німецької авіації завдяки дешифруванню британської «Ультра», підготувало план повітряної операції зі зриву постачань німецькою авіацією обложеним військам.
За розрахунками операція «Флакс» мала розпочатися в останній тиждень березня, але через складну погоду над Тунісом вона стартувала тільки 5 квітня 1943 року.
Тим часом, положення італійсько-німецьких військ, притиснутих до моря, поступово погіршилося; стан справ на суходолі, в небі та на морі став критичним. Поставки країн Осі морем потерпали від величезних втрат, коли вони намагалися доставити вантажі морем між Сицилією та мисом Бон. Близько 67 % цих втрат припадало на частку союзної авіації. 7 квітня на посилення повітряної компоненти, що забезпечувала прикриття морських та повітряних перевезень, командування Люфтваффе виділило 148 винищувачів. Угруповання військової авіації в Тунісі також зазнало певних змін, командиром винищувального командування «Сицилія» став Теодор Остеркамп. Він об'єднав усі сили, що мав у своєму розпорядженні, на виконання завдання з прикриття перевезень у так званій «дорозі смерті» у винищувальний корпус «Туніс» під керівництвом Г. Зайдеманна. Авіаційне об'єднання отримало до свого складу три винищувальні командування: «Туніс», «Центр» та «Габес» (за місцем його дислокації). Загалом у руках генерала авіації Г. Зайдеманна було зосереджено 12 авіагруп з 300 винищувачів.
15 січня 1943 року для забезпечення потреб перевезень повітрям до Тунісу з транспортних сил Люфтваффе було утворене KGzbV 3 під командуванням генерал-майора авіації У. Бухгольца. До складу цієї частини входило зазвичай 80-120 транспортних літаків Ju 52 та важких планерів Me 323. Зазвичай з цих літаків та планерів формувався повітряний конвой, який вилітав з аеродромів поблизу Неаполя, біля Трапані до них приєднувався винищувальний ескорт, який супроводжував їх до берегів Африки. Переліт здійснювався на мінімальний висоті, близько 50 метрів над рівнем моря. Після розвантаження, німецькі транспортники поверталися назад, у супроводі свіжих винищувачів, які дислокувалися на туніських аеродромах. Після поразки в Сталінградській битві та на Кубані, Люфтваффе визволило більше військово-транспортних літаків, тому з 10 березня вже до KGzbV 3 входило 185 літаків для забезпечення армії Е.Роммеля, а на початок квітня їх було вже 426. Левова доля потреб для цього угруповання доставлялася в такій метод.

### Планування операції
З огляду на нарощування повітряних поставок нацистами та з метою недопущення отримання важливого майна, в першу чергу палива, італійсько-німецьким угрупованням, союзне командування визначило командувачу Північно-західних африканських стратегічних повітряних сил генерал-майору Дж. Дуліттлу завдання щодо підготовки повітряної кампанії з протидії.
Дж. Дуліттл розробив план повітряної операції, який надав ім'я «Флакс» (укр. Лляне полотно); основною метою якої було виявлення та перехоплення винищувальною авіацією союзників усіх повітряних конвоїв противника над акваторією Сицилійської протоки та навколишнього узбережжя. Одним із завдань англо-американської авіації було завдавання ударів по аеродромній мережі противника в Тунісі й на Сицилії. Іншою складовою також визначалося боротьба з транспортними кораблями, що баражували між континентами. Однак, на імплементацію цього задуму впливало забагато факторів. Час прольоту до Сицилійської протоки був настільки малим, що про тривале перебування в повітрі союзних винищувачів мова не йшла. Їм ледве вистачало часу долетіти до визначеного району перехоплення та завдати максимальної поразки німецьким транспортникам, і то за умови точних даних розвідки. В разі помилки або хибного вильоту союзники швидко поверталися додому.
Німецьке командування, не знаючи про те, що вся інформацію, яка передається по закритих каналах, перехоплюється та розкодовується союзними дешифрувальниками, намагалося вигадати найзручніший час для проведення своїх операцій. Але, союзники водночас намагалися вигадати такий час, щоб завдати удару з максимальною ефективністю, спричинивши найбільших збитків транспортній авіації противника.
За задумом союзників групи бомбардувальників B-17 «Летюча фортеця» мали завдати удари ударів по аеродромах противника й в такій спосіб зв'язати їх необхідністю відбивати повітряний напад. Одночасно, середні бомбардувальники B-25 «Мітчелл», у супроводі важких винищувачів P-38 «Лайтнінг» розпочинали діяти в регіонах наближених до Туніської протоки.
З точки зору німецького командування, присутність американських винищувачів не була екстремально незвичайною, і їм не приділялося багато уваги. Одночасно з аеродромів злітали британські винищувачі «Спітфайр», які діяли на далеких відстанях, націлені знищувати будь-які літаки, що не були збиті американськими P-38 «Лайтнінгами». Водночас, 9-та американська повітряна армія планувала завдати максимального збитку атакою бомбардувальників В-24 «Ліберейтор», які мали завдати потужного удару по аеродромах зльоту біля Неаполя.
2 квітня командувач союзними повітряними силами головний маршал повітряних сил А. Теддер та генерал-лейтенант К. Спаатс вирішили дочекатися наступного масованого вильоту німецької авіації з Італії та завдати нищівного удару для досягнення максимального ефекту.

## Склад сил

### Союзники
Авіаційне угруповання на театрі воєнних дій очолювало Середземноморське повітряне командування на чолі з головним маршалом ПС А.Теддером. До його складу входили американське Північно-західне повітряне командування генерал-лейтенанта К.Спаатса (англ. Northwest African Air Forces (NAAF)), якому у свою чергу підпорядковувалося Північно-західні африканські стратегічні повітряні сили (англ. Northwest African Strategic Air Force (NASAF) генерал-майора Дж. Дуліттла. З британської сторони в боях брало участь Північно-західні африканські тактичні повітряні сили (англ. Northwest African Tactical Air Force (NATAF) маршала ПС А. Конінгема. Польська компонента мала Польську винищувальну групу (пол. Polski Zespół Myśliwski).

### Країни Осі
На Африканському театрі війни від Люфтваффе діяв II повітряний корпус генерал-майора М. Гарлінгхаузена, що організаційно входив до сил 2-го повітряного флоту генерал-фельдмаршала А. Кессельрінга. Це авіаційне об'єднання мало у своєму складі сім різних бомбардувальних ескадр та низку підрозділів від винищувальних ескадр. За станом на квітень 1943 року німецькі повітряні сили складалися:
- 2-й повітряний корпус:
  - 54-та бомбардувальна ескадра (KG 54) зі штабом, I., II., IV (Erg) авіаційними групами та I./KG 1 авіагрупою від 1-ї бомбардувальної ескадри (KG 1);
  - 76-та бомбардувальна ескадра (KG 76) зі штабом, II., III. авіаційними групами;
  - 77-ма бомбардувальна ескадра (KG 77) зі штабом, I., II., III. авіаційними групами;
  - 26-та бомбардувальна ескадра (KG 26) з III. авіаційною групою;
  - 30-та бомбардувальна ескадра (KG 30) з II. авіаційною групою.
- Винищувальне командування «Сицилія» (генерал-майор Т.Остеркамп):
  - 27-та винищувальна ескадра (JG 27) з II. авіаційною групою;
  - 53-тя винищувальна ескадра (JG 53) з 3-м штаффелем (ескадрильєю);
  - 1-ша ескадра важких винищувачів (ZG 1) зі штабом, I., II., III. авіаційними групами;
  - 2-га ескадра нічних винищувачів (NJG 2) з II. авіаційною групою;
- Винищувальне командування «Сардинія» (оберст В. фон Вільд):
  - 26-та бомбардувальна ескадра (KG 26) зі штабом, I., II. авіаційними групами;
  - 53-тя винищувальна ескадра (JG 53) з 9-м штаффелем (ескадрильєю);
- Повітряний корпус «Туніс» (генерал авіації Г. Зайдеманн):
  - 1.(F)/121;
  - Винищувальне командування «Центр»;
    - 53-тя винищувальна ескадра (JG 53);
    - 10-та ескадра швидкісних бомбардувальників (SKG 10) з III. (III./SKG 10) авіагрупою;
    - 3-тя ескадра пікіруючих бомбардувальників (StG 3) з II. (II./StG 1) авіагрупою;
    - 2-га штурмова ескадра (SG 2) з 8-м штаффелем (протитанковим), (8 (Pz)./SchG 2);
    - 4-й штаффель 1-ї мінної авіагрупи (Minensuchgruppe 1);
    - 2.(H)/14.

  - Винищувальне командування «Африка» (оберст В. Гаген):
    - 77-ма винищувальна ескадра (JG 77) зі штабом, I., II., III. авіаційними групами;
    - 51-ша винищувальна ескадра (JG 51) з II. авіаційною групою;
    - 2-га ескадра швидкісних бомбардувальників (SKG 2);
    - 4.(H)/12
- 10-й повітряний корпус (генерал-лейтенант Александер Голле):
  - 27-та винищувальна ескадра (JG 27) з III. авіаційною групою;
  - 1-ша навчально-бойова змішана ескадра (LG 1) зі штабом, I., II., IV (Erg) авіаційними групами;
  - 100-та бомбардувальна ескадра (KG 26) з II. авіаційною групою;
  - 126-та авіагрупа морської далекої розвідки (Seeaufklärungsgruppe 126, SAGr 126), штаб, 2-й штаффель 2./SAGr 126 з 2.(F)/123;
- 2-ге Середземноморське командування транспортної авіації (Lufttransportführer II) (генерал-майор У. Бухгольц):
  - транспортна група «Неаполь» (II./KGrzbV 323 та KGrzbV 800);
  - транспортна група «Сицилія» (I., III., IV.//KGrzbV 1, KGrzbV 106 та KGrzbV 600);
  - 290-та транспортна ескадрилья (LTS 290);
  - штаффель «Савойя».
- Королівські повітряні сили Італії
  - 54-те винищувальне крило (54o Stormo CT);
  - 7-ма винищувальна група (7o Gruppo CT);
  - 16-та винищувальна група (16o Gruppo CT);

## Повітряна операція

### Дії американської авіації
О 06:30 5 квітня 1943 року 26 винищувачів P-38 «Лайтнінг» американської 1-ї винищувальної групи вилетіли на патрулювання над Сицилійською протокою. Одночасно 18 середніх бомбардувальників B-25 «Мітчелл» 321-ї бомбардувальної групи у супроводі 32 P-38 «Лайтнінг» з 82-ї винищувальної групи розпочали інтенсивне прочісування морського простору та узбережжя над регулярними шляхами перельоту німецької авіації. 6 винищувачів P-38 повернулися безрезультатно, екіпажі бомбардувальників знищили есмінець та пошкодили два пороми. Один B-25 «Мітчелл» був втрачений у ході бойового вильоту.
О 08:00 1-ша група з'явилася над мисом Бон. За доповіддю американських льотчиків вони виявили декілька формувань ворожої авіації, що нараховувала за їхньою оцінкою близько 50-70 транспортних літаків Ju 52, 20 Bf 109, 4 Fw 190, 6 Ju 87 та 1 Fw 189. Насправді німецьке угруповання мало загалом 31 Ju 52, 10 Bf 109, 6-7 Bf 110, 4 Ju 87 та один Fw 190. Американська винищувальна авіація з ходу вступила в бій, у небі розгорнулася велика битва. Незабаром до них приєдналася 82-га винищувальна група. У результаті цього зіткнення за американськими даними 1-ша група збила 11 транспортників Ju 52, 2 Ju 87, 2 Bf 109 і один Fw 189 ціною втрати двох винищувачів P-38. 82-га група вважала що збила сім Ju 52, 3 Ju 87, 3 Bf 109, 1 Bf 110 та 1 Me 210; самі вони втратили 4 винищувачі P-38. Фактично німецька сторона втратила 13-14 транспортних літаків та 3 винищувачі.
Згодом, 18 бомбардувальників B-17 «Летюча фортеця» у супроводі британських «Спітфайр» завдали масованого удару по аеродрому в Ель-Ауніна, внаслідок атаки було знищено два Me 323, два Ju 52 і п'ять італійських транспортних літаків. Наступний удар був завданий по аеродрому в Сіді-Ахмед, знищивши за даними американських пілотів один винищувач на землі.
Ще за годину, 35 B-25 «Мітчелл» 10-ї бомбардувальної групи за 18 P-38 «Лайтнінг» здійснили рейд на аеродром противника Боріццо на Сицилії поблизу Трапані. На аеродромі в цей час перебувало близько 80-90 німецьких та італійських літаків. У результаті раптової атаки із застосуванням осколкових бомб авіації на льотному полі були завдані серйозні збитки. В повітряному бою, де піднялися 15 німецьких винищувачів Bf 109, було втрачено два американські бомбардувальники B-25. З боку союзників стверджувалося збиття трьох німецьких «мессершміттів» та плюс ще два збили винищувачі. 301-ша авіагрупа бомбардувальників атакувала сусідній польовий аеродром Міло, де, за даними американських льотчиків, було виведено з ладу 52 літаки противника. Насправді в цей час, авіація країн Осі втратила 13 німецьких та 8 італійських літаків різного типу, ще 11 німецьких та 30 італійських — дістали пошкоджень різного ступеня.
Водночас 72 важких бомбардувальники B-17 «Летюча фортеця» 99-ї бомбардувальної групи атакували аеродром Бока ді Фалко, де в цей час перебувало 100—150 літаків противника. Однак, результати нальоту були мінімальні, знищено тільки 4 ворожі літаки та ще декілька пошкоджено. У повітряному бою над базою винищувачі «Спітфайр» збили два Bf 109, проте втратили своїх два літаки.
Загалом за цей день союзники записали на свій рахунок 201 збитий літак противника, зокрема 40 у повітряних боях. Але, німецько-італійське командування вважало що того дня тільки 14 Ju 52 збили в повітрі, ще 11 одиниць транспортних літаків і планерів Me 323 знищили на землі; 67 літальних апаратів було пошкоджено на землі. Крім того, в різного роду сутичках 27 німецьких та 3 італійських траспортних літаки було збито протягом дня.
10 квітня американська авіація завдала другого потужного удару. 75 P-38 «Лайтнінг» 1-ї групи перехопили 20 італійських SM.82 у супроводі 6 Macchi C.200. У ході бою 10 транспортних літаків та 2 італійські винищувачі були збиті. Пізніше 27 винищувачів P-38 82-ї авіагрупи ескортували 18 B-25 «Мітчелл» 310-ї групи до мису Бон, де зійшлися в бою з 30 німецькими транспортниками Ju 52, яких супроводжували 2 Bf 110, 2 Ju 87 та 3 Ju 88. У повітрі зав'язався бій, до якого незабаром приєдналися 15 німецьких Bf 109, що атакували американців та збили один і пошкодили ще 3 винищувачі. Разом з цим, союзники збили 10 Ju 52, один Ju 88, один Bf 109 та один Bf 110. Німецькі транспортні літаки втекли у різні напрямки, намагаючись вкритися від винищувачів союзників, але 4 з них були пізніше знайдені та збиті «Спітфайрами». Також в поодиноких сутичках того дня союзна авіація збила на перельоті один Fw 190 з SG 2 та ще один з SKG 210. Один Hs 129 SG 2 та один Ju 88 з III./KG 77 були збиті 10 квітня в ході інших боїв.
11 квітня американська 82-га група винищувачів вступила в бій з німецькими 20 Ju 52, 4 Ju 88, 4 Bf 110 та 7 Bf 109. За результатами бою американці оголосили про знищення всіх транспортних літаків та 7 винищувачів ескорту. Однак, реальні цифри збиття невідомі. Близько полудня 20 американських літаків наразилися на 30 німецьких Ju 52, що летіли без супроводу. Незважаючи на перевагу німецькі екіпажі змогли відбити атаку та збити один американський P-38, але 5 їхніх транспортників були збиті. Загалом за цей день союзники записали на свій рахунок 17 Ju 52, 1 SM.82 та 2 Bf 110. Британський повітряний флот також взяв участь у битві, збивши три німецькі транспортні літаки Ju 52, ціною втрати своїх двох «Спітфайрів», яких імовірно збив майор В. Тонне I./JG 53.
13 квітня B-17 «Летюча фортеця» 97-ї та 301-ї бомбардувальних груп завдали удару по аеродромах у Кастельветрано і Трапані. В результаті було знищено 11 італійських SM.82, ще 16 пошкоджено, німці у свою чергу втратили на аеродромах 8 літаків і 40 дістали пошкоджень. Німецькі винищувачі JG 27 збили два американські бомбардувальники під час штурму.

### Дії британської авіації
З 12 квітня командування британських повітряних сил у пустелі (англ. RAF Desert Air Force) перейняло на себе виконання усіх завдань операції «Флакс». 16 числа 13 британських «Спітфайрів» наразилися на повітряне угруповання, в результаті повітряного бою були збиті 7 SM.82 та один Bf 109. Британці втратили 2 винищувачі, хоча німецька сторона стверджувала про збиття у повітрі трьох ворожих літаків. Саме в цьому бою загинув один з найвідоміших британських пілотів командир 44-го крила вінг-командер Ян Глід, якого ймовірно збив німецький ас 4.JG 77 лейтенант Е.-В. Рейнерт.
16 квітня німецька авіація силами 8 Fw 190 з SchlG 10 у супроводі 16 Bf 109 JG 27 провела контратаку, завдавши удару у відповідь по союзних аеродромах поблизу Соук-ель-Хеміз в Алжирі. Німці знищили шість легких бомбардувальників  А-20 «Хевок». Наступного дня британська винищувальна авіація збила декілька Bf 110, а американці силами 7 B-17 під ескортом 40 P-38 розбомбили аеродром у Палермо. В небо на перехоплення піднялися 30 німецьких Bf 110 та Bf 109 з ZG 26 і JG 27. Результати бою достеменно невідомі, хоча німецька сторона стверджувала про знищення п'яти бомбардувальників і одного винищувача американців, ціною втрати одного Bf 109.
18 квітня після тривалого напруженого дня, перебуваючи на патрулюванні та пошуках німецьких літаків, американська 57-ма винищувальна група (47 P-40 «Вохоук») з 92-ю ескадрильєю британців (12 «Спітфайрів») баражувала поблизу туніського узбережжя, коли ввечері випадково наразилася на велику групу літаків Осі, котра після розвантаження на африканських аеродромах поверталася до Італії. За різними даними в небі перебувало 65 транспортних літаків Ju 52, які супроводжували близько 20 винищувачів. У ході бою, що завязався у небі, німецькі екіпажі збили шість P-40 «Вохоук» та один «Спіфайр». Американська сторона наполягала на збитті 146 літаків, потім цифра знизилася до 58-59 Ju 52, 14 Macchi C.202 і Bf 109 та десь 2-4 Bf 110. Насправді німці втратили 24 транспортні літаки й 10 винищувачів (9 Bf 109 та 1 Bf 110). Серед збитих літаків були також декілька італійських. Крім збитих, 35 літаків Осі були пошкоджені й доволі серйозно, тому що частка ледве здійснила аварійні посадки на сицилійському узбережжі. Ця повітряна битва стала відома «бійня у Вербну неділю» (англ. «Palm Sunday Massacre»).
19 квітня 7-ме крило південно-африканської авіації збило 16 італійських SM.82. Через те, що в разі влучення куль у ворожій літак, ті спалахували прямо в небі, союзники вважали, що транспортні літаки Королівських ПС Італії перевозили на борту паливо.
22 квітня той же підрозділ ПС Південної Африки вилетів на перехоплення італійських транспортних літаків. 36 P-40 «Вохоук» і «Спітфайр» вступили в бій у повітрі та записали на свій рахунок 12 Ju 52, 2 SM.79, один Ju 87, що тягнув планер, винищувач Re.2001, 2 німецькі Bf 109 і штурмовик Ju 88, втративши 5 «Спітфайрів» та 3 P-40. Однак, за даними Осі, в бою вони втратили 12 SM.79 і один Macchi C.202. В подальшому протягом дня, союзна авіація силами австралійських, британських, польських та південно-африканських винищувачів збила ще 16-17 транспортних планерів Me 323, а також італійський C.202, три німецькі винищувачі й Re.2001. Союзники втратили в битві 4 P-40 і один Spitfire здійснив аварійну посадку.

### Наслідки
За результатами проведення повітряної наступальної операції німецько-італійським ПС було завдано суттєвих збитків. Незабаром рейхсмаршал Г. Герінг віддав наказ про заборону використання транспортної авіації в Північній Африці. У свою чергу генерал-фельдмаршал А. Кессельрінг поскаржився, що таке розпорядження позбавить війська в Тунісі життєво необхідних ресурсів, тому після вагань Г. Герінг дозволив польоти ВТА. Літаки почали перельоти тільки з Сардинії й в ночі, але не більше ніж 60—70 літако-вильотів щодоби; до початку операції «Флакс» німці здійснювали по 250 таких вильотів. Одним з останніх нальотів, що провели союзники, став повітряний рейд на аеродром в Барі, коли 70 американських важких бомбардувальників В-24 «Ліберейтор» знищили 54 німецькі літаки на землі й ще 13 пошкодили.
Таким чином, повітряна операція союзників завдала серйозного удару по системі логістики країн Осі. Німецько-італійське угруповання на континенті поступово лишилися будь-яких запасів палива, боєприпасів та інших важливих речей. Люфтваффе втратило майже усі свої аеродроми, і більшість літаків перелетіли до Італії. На початок травня лише на одному аеродромі поблизу Тунісу залишилися італійська винищувальна частина та одна німецька винищувальна група (I. JG 77). Панування союзної авіації в повітрі було беззаперечним, практично ніхто з німців не наважувався сідати на борт поодиноких транспортників типу Ju 52, вони не ризикували летіти ними; лише в окремих випадках для евакуації посадових осіб, або наземного персоналу Люфтваффе, ті сідали до льотчиків-винищувачів у кабіну. Такі перельоти також були небезпечні; за 29—30 квітня сталося багато авіаційних пригод, де загинуло 16 людей. Останні транспортні літаки прилетіли до Африки 4 травня, вони з колосальним ризиком для себе доставили 117 тонн палива та боєприпаси.
13 травня 1943 року кампанія в Північній Африці закінчилася й переважна більшість особового складу авіаційних підрозділів та підрозділів аеродромного обслуговування, майна, засобів ППО, транспорт тощо потрапили у руки союзних військ.